# Twelve Deadly Cyns ...and Then Some
Twelve Deadly Cyns ...and Then Some é um álbum de compilação da cantora americana Cyndi Lauper. Lançado em 1994, reúne as canções de maior sucesso comercial dos quatro primeiros álbuns de estúdio, além de três canções inéditas. 
Para promovê-lo, Lauper embarcou em uma turnê mundial, que incluiu shows no Brasil, , além de ter gravado dois videoclipes para duas das novas canções. 
Um álbum de vídeo foi lançado paralelamente e continha alguns de seus videoclipes, além de uma entrevista inédita. 
O projeto revitalizou a carreira da artista, tornando-se um de seus discos mais vendidos até hoje, com mais de 4 milhões de cópias mundialmente.

## Antecedentes
Após o lançamento de A Night to Remember, de 1989, a gravadora Epic estava desapontada com a fraca recepção recebida e a queda de popularidade da cantora nas paradas de sucessos. Com receio de mais um possível fracasso, tinha como objetivo lançar uma coletânea com os maiores sucessos até aquele momento. A ideia foi mal recebida por Lauper, que acreditava que tinha poucos álbuns e singles. Após várias discussões, houve um acordo entre ambas as partes, no qual ficou decidido que após o disco seguinte — que ela estava muito esperançosa quanto a recepção —, seria o momento ideal para lançar um greatest hits.

## Produção e conteúdo
A cantora selecionou as canções da lista de faixas. Entre as canções inéditas estão: "I'm Gonna Be Strong", que ela gravou anteriormente com a banda Blue Angel, em 1984, e uma nova versão de "Girls Just Wanna Have Fun", produzida pelo DJ Junior Vasquez. Essa última utiliza a letra original da canção de 1983 e incluiu uma pequena parte que tem por base a canção "Come and Get Your Love", sucesso de 1974, da banda Redbone.
Em entrevista ao jornal Folha de S.Paulo, em 1994, a cantora declarou: "música é uma coisa viva, por isso não queria mostrar só canções antigas. Há outras pessoas me ouvindo agora".
Sobre o fato de haver drag queens no videoclipe de "(Hey Now) Girls Just Wanna Have Fun" a cantora disse ser uma escolha sua e declarou: "Me senti muito honrada com a participação delas na minha apresentação. Foram as pessoas mais profissionais com quem já trabalhei. Acho que esse é o ano das drags."
Uma omissão notável é a da canção "The Goonies 'R' Good Enough", trilha do filme Os Goonies, e um de seus maiores sucessos, sendo top 10 na Billboard Hot 100. A canção tem sido evitada devido as brigas que marcaram sua produção.
Outra faixa que foi lançada como single e ganhou videoclipe promocional mas não foi incluída é "Hole in My Heart (All the Way to China)", trilha sonora do filme Vibes, de 1988, estrelado pela própria cantora. Ela aparece apenas na edição japonesa do disco, devido a problemas com a divisão dos royalties.
Um álbum de vídeo foi lançado nos formatos VHS, Laserdisc e posteriormente DVD, ele inclui uma entrevista inédita e todos os videoclipes da versão internacional do CD.

## Recepção critica e comercial
Em sua crítica para o site AllMusic, Stephen Thomas Erlewine o avaliou com quatro de cinco estrelas e escreveu que com exceção das faixas "True Colors" e "Change of Heart", as únicas canções que realmente foram sucesso estão no She's So Unusual, que ele disse ser "mais consistente e divertido". Robert Christgau avaliou com uma nota "C" e da mesma forma que Erlewine, sentiu que o material subsequente ao She's So Unusual era inferior.
Comercialmente, na parada de sucessos dos Estados Unidos, Billboard 200, atingiu a posição de #81, um dos picos mais baixos atingido pela cantora, mesmo assim, conseguiu vender  565.000 cópias no país, de acordo com a Nielsen SoundScan. A música "Hey Now (Girls Just Want To Have Fun)", atingiu a posição de #87 na Billboard Hot 100, enquanto "Come On Home"  #11 na Dance Music/Club Play Singles. Até junho de 1997, foram vendidas mais de 4 milhões de cópias em todo o mundo.

## Lista de faixas
- Fonte:[17]

| N.º | Título                                                                                | Edição                  | Duração |  |
| 1.  | "I'm Gonna Be Strong" (música inédita)                                                | Todas                   | 3:52    |  |
| 2.  | "Girls Just Want to Have Fun" (do She's So Unusual, 1983)                             | Todas                   | 3:54    |  |
| 3.  | "Money Changes Everything" (do She's So Unusual, 1983)                                | Todas                   | 5:04    |  |
| 4.  | "Time After Time" (do She's So Unusual, 1983)                                         | Todas                   | 4:04    |  |
| 5.  | "She Bop (7" Single Remix)" (do She's So Unusual, 1983)                               | Todas                   | 3:46    |  |
| 6.  | "All Through the Night" (do She's So Unusual, 1983)                                   | Todas                   | 4:29    |  |
| 7.  | "Change of Heart" (do True Colors, 1986)                                              | Todas                   | 4:25    |  |
| 8.  | "True Colors" (do True Colors, 1986)                                                  | Todas                   | 3:47    |  |
| 9.  | "What's Going On (7" Single Remix)" (do True Colors, 1986)                            | Todas                   | 3:54    |  |
| 10. | "I Drove All Night" (do A Night to Remember, 1989)                                    | Todas                   | 4:12    |  |
| 11. | "The World Is Stone" (da trilha sonora de Tycoon, 1992)                               | Internacional, japonesa | 4:25    |  |
| 12. | "Who Let in the Rain" (do Hat Full of Stars, 1993)                                    | Internacional, japonesa | 4:37    |  |
| 13. | "That's What I Think (Single Edit)" (do Hat Full of Stars, 1993)                      | Todas                   | 4:23    |  |
| 14. | "Sally's Pigeons" (do Hat Full of Stars, 1993)                                        | Todas                   | 3:46    |  |
| 15. | "(Hey Now) Girls Just Want To Have Fun" (canção inédita)                              | Todas                   | 3:54    |  |
| 16. | "Come on Home" (canção inédita; a versão dos Estados Unidos tem diferentes arranjos.) | Todas                   | 4:33    |  |
| 17. | "Hole in My Heart (All the Way to China)" (da trilha sonora do filme Vibes, 1988)     | Japonesa                | 4:03    |  |

| Faixa Bônus (Japão, 2008 Edição Remasterizada) |                                                                     |         |  |
| N.º                                            | Título                                                              | Duração |  |
| 18.                                            | "Hole in My Heart (All the Way to China)" (Live at Summer Sonic 07) |         |  |

## Tabelas
| Tabela musical (1994–95)           | Melhor posição |
| ---------------------------------- | -------------- |
| Austrália (ARIA)                   | 25             |
| Áustria (Ö3 Austria Top 40)        | 18             |
| Chilean Albums                     | 4              |
| Países Baixos (Dutch Charts)       | 38             |
| European Albums (Top 100)          | 8              |
| French Albums (SNEP)               | 6              |
| German Albums (Offizielle Top 100) | 18             |
| Irish Albums (IRMA)                | 6              |
| Italian Albums (Hit Parade Italia) | 18             |
| Japanese Albums (Oricon)           | 8              |
| Nova Zelândia (RMNZ)               | 6              |
| Escócia (Official Scottish Albums) | 7              |
| South African Albums (RISA)        | 3              |
| Spanish Albums (PROMUSICAE)        | 44             |
| Suíça (Schweizer Hitparade)        | 7              |
| Reino Unido (UK Albums Chart)      | 2              |
| Estados Unidos (Billboard 200)     | 81             |

| Tabela musical (1994) | Posição |
| --------------------- | ------- |
| UK Albums (OCC)       | 22      |

## Certificações e vendas
| Região                                                                                             | Certificação | Vendas    |
| -------------------------------------------------------------------------------------------------- | ------------ | --------- |
| Brasil (Pro-Música Brasil)                                                                         | Ouro         | 100,000   |
| Estados Unidos (RIAA)                                                                              | Ouro         | 500,000*  |
| França (SNEP)                                                                                      | 2× Ouro      | 200,000*  |
| Japão (RIAJ)                                                                                       | 3× Platina   | 600,000*  |
| Nova Zelândia (RMNZ)                                                                               | Ouro         | 7,500^    |
| Suíça (IFPI Suíça)                                                                                 | Ouro         | 25,000^   |
| Reino Unido (BPI)                                                                                  | 2× Platina   | 600,000^  |
| Resumos                                                                                            |              |           |
| Mundo                                                                                              | —            | 4,000,000 |
| *números de vendas baseados somente na certificação ^distribuições baseadas apenas na certificação |              |           |